# Helder (meteorologie)

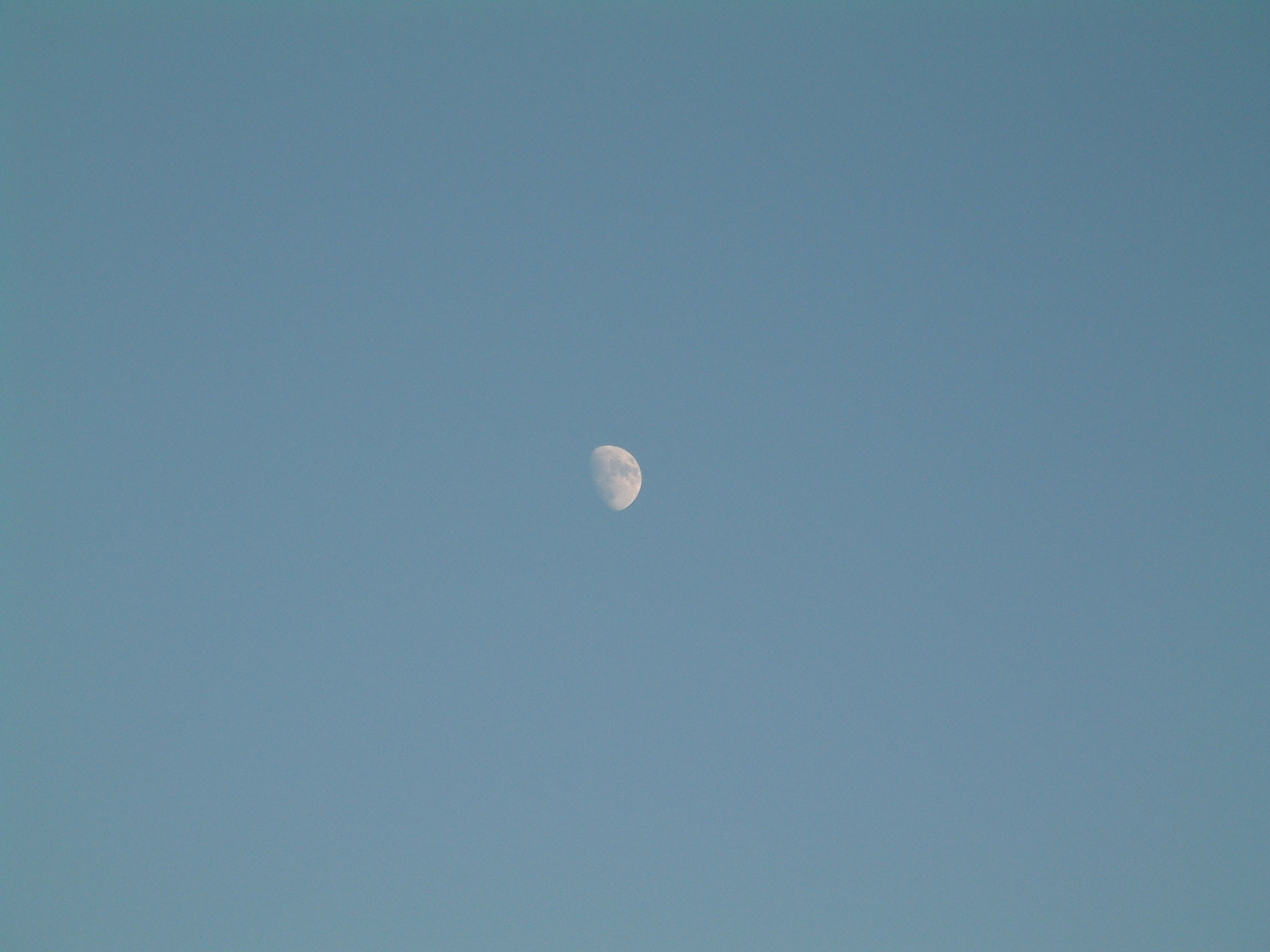
De maan tijdens helder weer in Portugal

Onder helder of helder weer verstaat men in de meteorologie een wolkeloze hemel.
In het weerbericht wordt de term gebruikt voor een vrijwel wolkeloze lucht in de nacht. Helder kan op betrekking hebben op het zicht; vooral in polaire lucht uit noordelijke breedten is het zicht meestal goed onder meer doordat er weinig verontreiniging in die lucht zit. Echter, wanneer de sterren opvallend aan de hemel staan te fonkelen kan dat een spoedig einde betekenen van het mooie weer. Dat wijst op aanvoer van koude, zeer droge lucht in de hogere lagen van de atmosfeer.